# Auchenocrepis
Auchenocrepis is een geslacht van wantsen uit de familie van de Miridae (Blindwantsen). Het geslacht werd voor het eerst wetenschappelijk beschreven door Franz Xaver Fieber in 1858.

## Soorten
Het genus bevat de volgende soorten:

- Auchenocrepis alboscutellata (Puton, 1874)
- Auchenocrepis gracilis (Linnavuori, 1975)
- Auchenocrepis minutissima (Rambur, 1839)
- Auchenocrepis nigricornis (Wagner, 1954)
- Auchenocrepis reuteri (Jakovlev, 1876)
- Auchenocrepis similis (Wagner, 1954)